# Rosmarie Trautmann
Rosmarie Trautmann (* 5. März 1938 in Halle (Saale); † 20. Oktober 2016 in Leipzig) war eine deutsche Juristin und Rechtswissenschaftlerin an der Juristischen Fakultät der Universität Halle-Wittenberg sowie Rechtsanwältin in der Saalestadt.

## Leben
Sie wurde als Tochter des Klempners Fritz Kind (* 1901) aus dem Giebichensteinviertel im Norden der Saalestadt und seiner Ehefrau Hildegard, geb. Michaelis (* 1910), geboren. Sie wurde 1944 eingeschult und konnte 1956 an der Goethe-Oberschule in Roßleben, einer früheren Klosterschule mit angeschlossenem Internat, gelegen im Tal der Unstrut, das Abitur mit Sprachausrichtung, darunter Latein und Russisch, ablegen. Im selben Jahr nahm sie an der Juristischen Fakultät der Universität Halle ihr Jurastudium auf und schloss es nach vier Studienjahren als Diplom-Juristin ab. Sie erhielt eine planmäßige Aspirantur, um einen weiteren wissenschaftlichen Grad, den Dr. jur., zu erlangen. Sie spezialisierte sich im neu entstandenen Institut für LPG- und Bodenrecht unter Leitung von Gerhard Rosenau auf dem DDR-spezifischen Rechtsgebiet Recht der landwirtschaftlichen Produktionsgenossenschaften. Dort schrieb sie eine Dissertation über „Die rechtliche Stellung der zwischengenossenschaftlichen Einrichtungen auf kulturellem und sozialem Gebiet“, die sie Ende Dezember 1963 mit gutem Erfolg (Prädikat „magna cum laude“) verteidigte. Von 1964 bis 1968 wurden der Oberassistentin Trautmann die Lehrveranstaltungen übertragen, die das damalige Institut für LPG- und Bodenrecht mit der nach dem Weggang des Dozenten Rosenau unbesetzten Direktorenstelle zu verantworten hatte. Unterstützt wurde sie bei den Seminaren und Prüfungen durch den Assistenten Frieder Hubrich, der sich vor allem mit der Thematik der Schadensersatzpflicht von Genossenschaftsmitgliedern in der Landwirtschaft befasste. Trautmann führte Lehrveranstaltungen sowohl bei den Studierenden in der Fachrichtung „Wirtschaftsrecht“ im Direkt- und Fernstudium durch als auch bei den Landwirtschaftsstudenten, die im Direktstudium an der „Sektion Pflanzenproduktion“ der Martin-Luther-Universität Halle-Wittenberg studierten.
Ab September 1967 konnte Trautmann sich auf ihre Habilitation vorbereiten, die zum Thema hatte: „Die Rechte und Pflichten der Genossenschaftsbauern, ihrer Leitungsorgane und Einzelleiter bei der Organisierung und der Durchsetzung des Gesundheits- und Arbeitsschutzes in den landwirtschaftlichen Produktionsgenossenschaften“. Im April 1971 wurde sie zur Dozentin berufen. Dozentin Trautmann war im November 1976 einzige deutsche Diskussionsrednerin von mehreren Referenten auf einer wissenschaftlichen Konferenz in Leipzig, die Dozenten und Professoren aus Berlin, Halle und Leipzig mit russischen, tschechischen, slowakischen, polnischen, rumänischen und ungarischen Rechtswissenschaftlern zusammenführte, um Erfahrungen in der Rechtssetzung und Rechtsverwirklichung auf dem Gebiet der Landwirtschaft sowie zu Fragen der Ausbildung der Studierenden im Agrarrecht in den (Ostblock-) Ländern auszutauschen.
Im Jahre 1979 wurde sie zur außerordentlichen Professorin ernannt und 1986 zur ordentlichen Universitätsprofessorin. Ein Schwerpunkt ihres wissenschaftlichen Interesses war besonders in den 1980er Jahren die Leitung der LPG und die genossenschaftliche Demokratie. Darüber hinaus waren weitere Forschungen gemeinsam mit dem Hallenser Dozenten Lothar Schramm den Rechtsfragen der wissenschaftlich-technischen Zusammenarbeit aller Mitgliedsländer des RGW in der Landwirtschaft gewidmet.
Nach der am 1. Januar 1991 vollendeten Abwicklung der Sektion Staats- und Rechtswissenschaft der Universität Halle war Trautmann als Rechtsanwältin in Halle (Saale) tätig. Als „Frau Prof. Dr. Rosemarie Trautmann, Martin-Luther-Universität Halle aus Halle-Neustadt“ wurde sie 1991 in einem Bericht des damaligen Bundestagsausschusses für Ernährung, Landwirtschaft und Forsten vorgestellt. Sie gehörte zu den sechs Anhörungsbeteiligten, die am 20. März desselben Jahres in einer nichtöffentlichen Ausschuss-Sitzung zur Vorbereitung eines Gesetzentwurfes für die Änderung des Landwirtschaftsanpassungsgesetzes und anderer Gesetze hinzugezogen wurden.
Sie trat 1959 unter dem Sekretär der SED-Leitung der Grundorganisation der Juristischen Fakultät der Universität Halle, Eberhard Poppe, in diese Partei ein und wurde 1980 mit der Artur-Becker-Medaille der FDJ in Gold ausgezeichnet. In den 1980er Jahren war sie Mitglied der Universitätsparteileitung (UPL) der MLU. Nach der Deutschen Einheit gehörte sie zuletzt zum Stadtverband Halle der Partei DIE LINKE.

## Schriften/Aufsätze (Auswahl)
- Die Rechte und Pflichten der Genossenschaftsbauern, ihrer Leitungsorgane und Einzelleiter bei der Organisierung und Durchsetzung des Gesundheits[schutzes] und Arbeitsschutzes in den landwirtschaftlichen Produktionsgenossenschaften, 1971[16]
- Nochmals: Zur Begründung eines LPG-Mitgliedschaftsverhältnis durch Jugendliche, 1976[17]
- LPG-Recht. Lehrmaterial für das Fernstudium, Humboldt-Universität zu Berlin, Sektion Rechtswissenschaft, Abt. Weiterbildung und Fernstudium, 1979; DNB 209210982
- Leitung der LPG und Verwirklichung der Genossenschaftlichen Demokratie, 1982[18]
- Laudatio zum 65. Geburtstag von Helmut Richter[19]

Als „Rosmarie Trautmann“ ist sie 1970 namentlich im Fachbuch Gestaltung der Arbeits- und Lebensverhältnisse der LPG-Mitglieder als Verfasserin des Abschnitts 6 aufgeführt worden, das vornehmlich von Helmut Richter (* 14. Mai 1921) verfasst wurde. Richter wurde am 1. September 1971 zum „Professor für Agrarrecht, Bodenrecht und Wasserrecht“ an der Universität Halle berufen und später als Leiter des „Wissenschaftsbereichs Zivil-, Arbeits-, LPG- und Bodenrecht“ Trautmanns unmittelbarer Vorgesetzter bis zu seiner Emeritierung 1986.

## Familie
Aus der Ehe mit dem Juristen und Staatsanwalt Trautmann (* 19. Februar 1935; † 3. Oktober 1984) gingen drei Töchter hervor: Marion, Heike und Antje. Rosmarie Trautmann selbst hatte einen, musikalisch begabten Bruder, der an Klavierkonzerten in Sachsen-Anhalt sowohl zweihändig als auch zusammen mit einer Pianistin vierhändig mitwirkte.
Die Rechtsprofessorin fand mit ihren standesamtlich beurkundeten Vornamen „Rosmarie“ und den Familiennamen „Trautmann“ ihre Würdigung in Traueranzeigen sowie ihre letzte Ruhestätte am 19. November 2016 auf dem Gertraudenfriedhof in Halle (Saale).
Rosmarie ist eine Form des geläufigen weiblichen Vornamens Rosemarie und dieser besteht aus dem Doppelnamen Rose und Maria.